# Andrea Stock
Andrea Stock (* 28. November 1980 in Caracas, Venezuela) ist eine deutsche Curlerin.
Ihr internationales Debüt hatte Stock im Jahr 1997 bei der Curling-Juniorenweltmeisterschaft, blieb aber ohne Medaille. Bei der EM 1998 in Flims wurde sie Europameisterin.
Stock vertrat Deutschland bei den Olympischen Winterspielen 2002 in Salt Lake City, wo die Mannschaft auf dem fünften Platz das Turnier abschloss. 

## Erfolge
- Europameisterin 1998